# Севастополь (Калузька область)
Севастополь (рос. Севастополь) — село в Хвастовицькому районі Калузької області Російської Федерації.
Населення становить 16 осіб. Входить до складу муніципального утворення Село Красне.

## Історія
Від 2004 року входить до складу муніципального утворення Село Красне

## Населення
| 2002 | 2010 |
| ---- | ---- |
| 46   | ↘16  |